# بشو شیگه‌هارو
بشّو شیگه‌هارو (به ژاپنی: 別所林治); تولد نامشخص – مرگ نامشخص یک سامورایی در اوایل دوره سنگوکو در ولایت هاریما صاحب قلعه ریکان بود.
زمانی که بشو ناگاهارو، یکی از اعضای خانواده اصلی، علیه اودا نوبوناگا قیام کرد، بشّو شیگه‌هارو نیز از آن پیروی کرد.
در سال ۱۵۷۸، آماگو کاتسوهیسا و یاماناکا یوکیموری از جناح اودا به قلعه او، قلعه ریکان حمله کردند و او فرار کرد. محل اختفای او پس از آن مشخص نیست.

## دربارهٔ خاندان بشو قبل از نوریهارو
خاندان بشو شاخه ای از خاندان آکاماتسو در نظر گرفته می‌شود، اما وضعیت واقعی نامشخص است، زیرا بیش از ۱۰ شجره نامه مختلف وجود دارد.
از آغاز دوره موروماچی، نامه‌هایی برای افرادی با نام خانوادگی بشو در استان هاریما صادر یا خطاب شده است، اما از آنجایی که اینجا و آنجا دیده می‌شود، تأیید صحت شجره‌نامه دشوار است. اطلاعات کافی به دست نیامده است.